# Sieber (Herzberg am Harz)
Sieber is een dorp in de gemeente Herzberg am Harz in het Landkreis Göttingen in Nedersaksen in Duitsland. Het werd in 1972 bij Herzberg gevoegd. Het dorpskerkje uit 1887 is van hout bekleed met leisteen. 
- Gemeinsame Normdatei: 4107705-2
- Virtual International Authority File: 238030545